# Montserrat Football Association
Die Montserrat Football Association ist der im Jahr 1994 gegründete nationale Fußballverband von Montserrat. Der Verband organisiert die Spiele der dortigen Fußballnationalmannschaft und ist seit 1994 Mitglied im Kontinentalverband CONCACAF sowie seit 1996 Mitglied im Weltverband FIFA. Zudem richtet der Verband die höchste nationale Spielklasse Montserrat Championship aus.

## Erfolge
- Fußball-Weltmeisterschaft

Teilnahmen: Keine
- CONCACAF Gold Cup

Teilnahmen: Keine